# Dia Internacional de l'Home
El Dia Internacional de l'Home (DIH) se celebra el 19 de novembre. Els seus objectius principals són abordar temes de salut masculina de totes les edats; ressaltar el rol positiu i les contribucions que els homes fan diàriament tant a la seva comunitat com a la societat; promoure la igualtat de gènere fomentant la no discriminació als homes; i celebrar la masculinitat.
Fou establert el 1992 per Thomas Oaster, professor de la Universitat de Missouri-Kansas i posteriorment popularitzat mundialment des de l'any 1999. Actualment se celebra a Alemanya, Argentina, Austràlia, Àustria, Bolívia, Brasil, Canadà, Xile, Xina, Colòmbia, Costa Rica, Cuba, Dinamarca, Equador, Escòcia, Espanya, Estats Units, Geòrgia, Ghana, Guatemala, Guyana, Haití, Hondures, Hongria, Índia, Anglaterra, Irlanda, Illes Caiman, Itàlia, Jamaica, Malta, Moldàvia, Mèxic, Nicaragua, Noruega, Nova Zelanda, Països Baixos, Pakistan, Paraguai, Perú, Portugal, Rússia, Singapur, Sud-àfrica, Suècia, Uruguai i Vietnam.
Ingeborg Breines, directora del Programa Dones i Cultura de Paz (Women and Culture of Peace Programme) d'Unesco, va donar suport a la iniciativa de triar un dia internacional per a l'home, la va considerar "una excel·lent idea que donarà una mica de balanç entre gèneres" i es va mostrar interessada a cooperar. També altres organismes dependents de l'ONU, com l'Organització Panamericana de la Salut (OPS) ho tenen en compte i organitzen activitats.
Però, malgrat això, fins al moment el suport d'aquesta entitat no s'ha concretat oficialment. Aquesta és una de les raons per la qual aquest dia posseeix un nivell de reconeixement encara molt menor al de l'anàleg Dia de la Dona, que té fins i tot caràcter oficial i suport financer en alguns països.

## Objectius

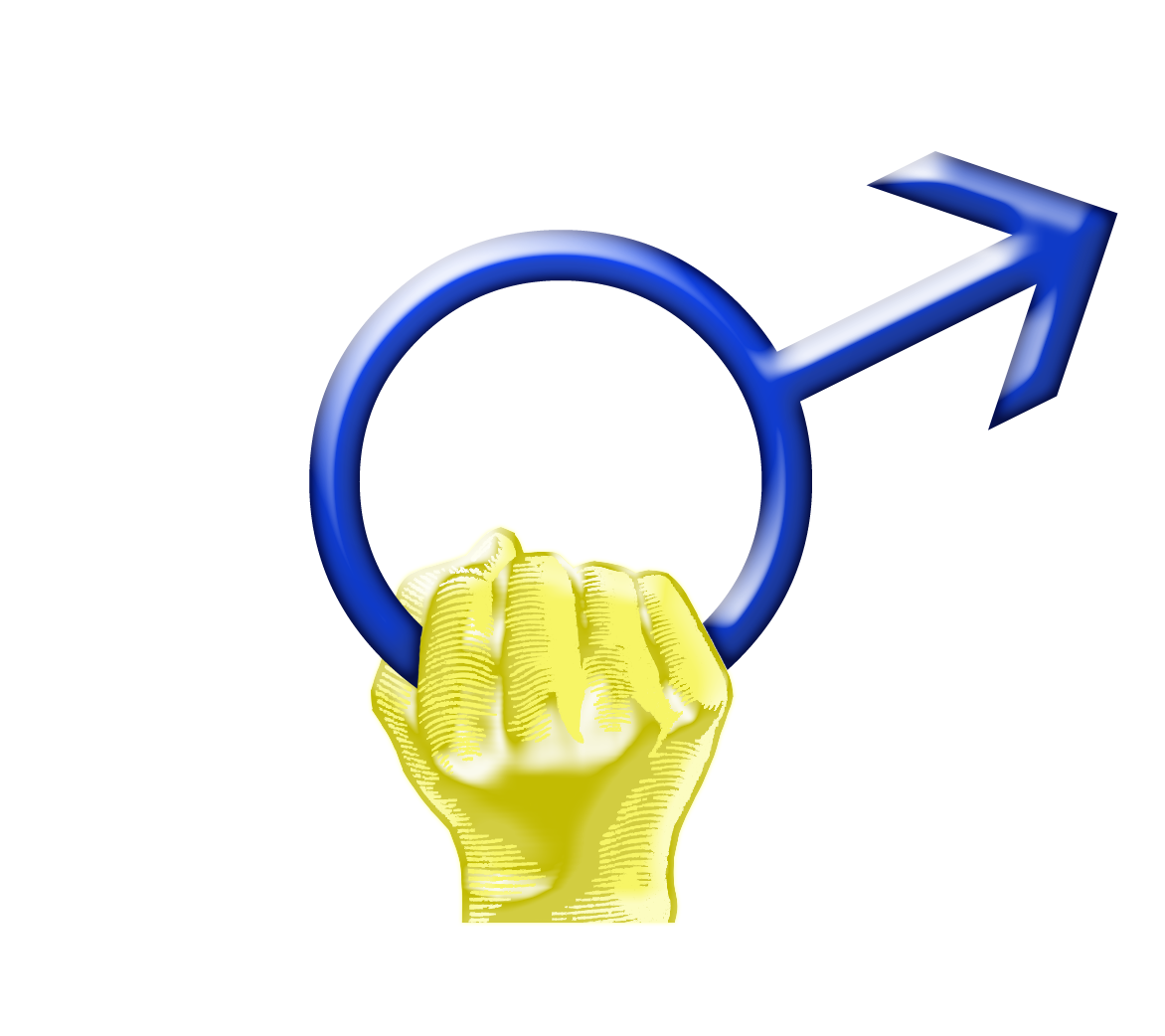
Símbol del Dia Internacional de l'Home.

Al novembre de 2009, el Dr. Teelucksingh i altres membres del Comitè de Coordinació DIH formalment van ratificar els principals objectius del Dia Internacional de l'Home amb la idea de protegir els seus valors centrals i oferir un punt de referència fiable per als futurs celebrants.
Els «6 pilars» del Dia Internacional de l'Home són:
1. Promoure models masculins positius; no solament estrelles de cinema i esportistes, sinó també homes de la vida quotidiana, de classe treballadora, que viuen vides dignes i honrades.
2. Celebrar les contribucions positives dels homes a la societat, a la comunitat, a la família, al matrimoni, a la cura dels nens i el medi ambient.
3. Centrar-se en la salut i el benestar dels homes; en l'àmbit social, emocional, físic i espiritual.
4. Posar en relleu la discriminació contra els homes; a les àrees de servei social, en les actituds i expectatives socials, i la legislació.
5. Millorar les relacions de gènere i promoure la igualtat de gènere.
6. Crear un món més segur i millor, on la gent pot estar segura i créixer per aconseguir el seu ple potencial.

## Temes anuals
A més dels principals objectius generals coneguts com els «6 pilars», cada any es determina alguna temàtica particular. Des de l'any 2011, i amb la finalitat d'unificar criteris entre tots els participants, la coordinació de l'esdeveniment suggereix temes i objectius globals que han estat els següents:
| Any  | Tema                                                     | Objectius |
| ---- | -------------------------------------------------------- | --- |
| 2024 | Models positius de rols masculins                        | |
| 2023 | Zero suïcidis masculins                                  | Donar suport al benestar d'homes i nens. I ser positiu en allò relacionat amb els homes, la masculinitat i els pares. |
| 2022 | Ajudar els homes i els nens                              | |
| 2021 | Relacions més bones entre homes i dones                  | |
| 2020 | Millor salut per a homes i nens                          | |
| 2019 | Fer un canvi a favor dels homes i els nens               | |
| 2018 | Models positius de rols masculins                        | |
| 2017 | Celebrar els homes i els nens en tota la seva diversitat | Demanar que hi hagi suport individual, de les institucions i també d'organitzacions diverses per innovar en el disseny i prestació de recursos i serveis de suport a necessitats i problemes que tenen els homes. |
| 2016 | Aturar els suïcidis masculins                            | A tots els països, excepte a la Xina, la taxa de suïcidis d'homes és més elevada que la de dones. En alguns casos fins i tot la proporció de suïcidis és de sis homes per cada dona. Els homes també tenen una esperança de vida més baixa a tots els països. |
| 2015 | Expandir les opcions dels homes en Reproducció           | Discutir i explorar les problemàtiques i opcions que els homes tenen en l'àrea de la Reproducció (mètodes de control de natalitat, test de paternitat, etc.), salut sexual i pràctiques sexuals saludables. |
| 2014 | Treballant junts pels homes i nens                       | Principalment es busca major cooperació per afrontar temes que afecten a homes i nens de tot el món, tals com la menor expectativa de vida, alta taxa de suïcidi de la població masculina i la tolerància social a la violència contra els homes. |
| 2013 | Mantenir fora de perill a homes i nens                   | Lluitar contra el suïcidi masculí i la tolerància de la violència contra homes adults o nens. Augmentar l'expectativa de vida dels homes en evitar malalties prevenibles. |
| 2012 | Salut                                                    | Ajudar homes i nens a viure una vida millor, més llarga i feliç. Aquest tema es va adoptar a proposta del Dr. Jerome Teelucksingh tenint en compte les dades publicades per l'Organització Mundial de la Salut que mostren que cada any del més de mig milió de persones que mor a causa de violència, 83% són homes nens o adults. També es registra entre la població masculina, elevats percentatges de malaltia mental, discapacitat i mort primerenca a causa de violència. |
| 2011 | Nens                                                     | Oferir als nens la millor infància. |

## Esdeveniments relacionats
A partir de la consigna del DIH, i durant el mes de novembre, es commemora i s'organitzen diversos esdeveniments relacionats amb la temàtica del DIH. De fet, els creadors del DIH el conceben com enllaçat, 48 hores, amb el Dia del Nen (20 de novembre) per la importància del rol masculí en la criança dels nens.
Alguns esdeveniments han estat moguts a altres dates per no superposar gran quantitat d'esdeveniments en països que ja n'organitzen diversos en aquesta data, com per exemple la Setmana de la salut de l'home.
Dins dels esdeveniments que s'organitzen durant el novembre que poden destacar-se hi ha el BAM (Being A Man), per ser un dels primers esdeveniments massius a tractar àmpliament la temàtica de gènere des del punt de vista de l'home i el Movember, per estar àmpliament difós al món, alhora que el primer i més important esdeveniment dedicat a la salut física i mental dels homes.

### Movember

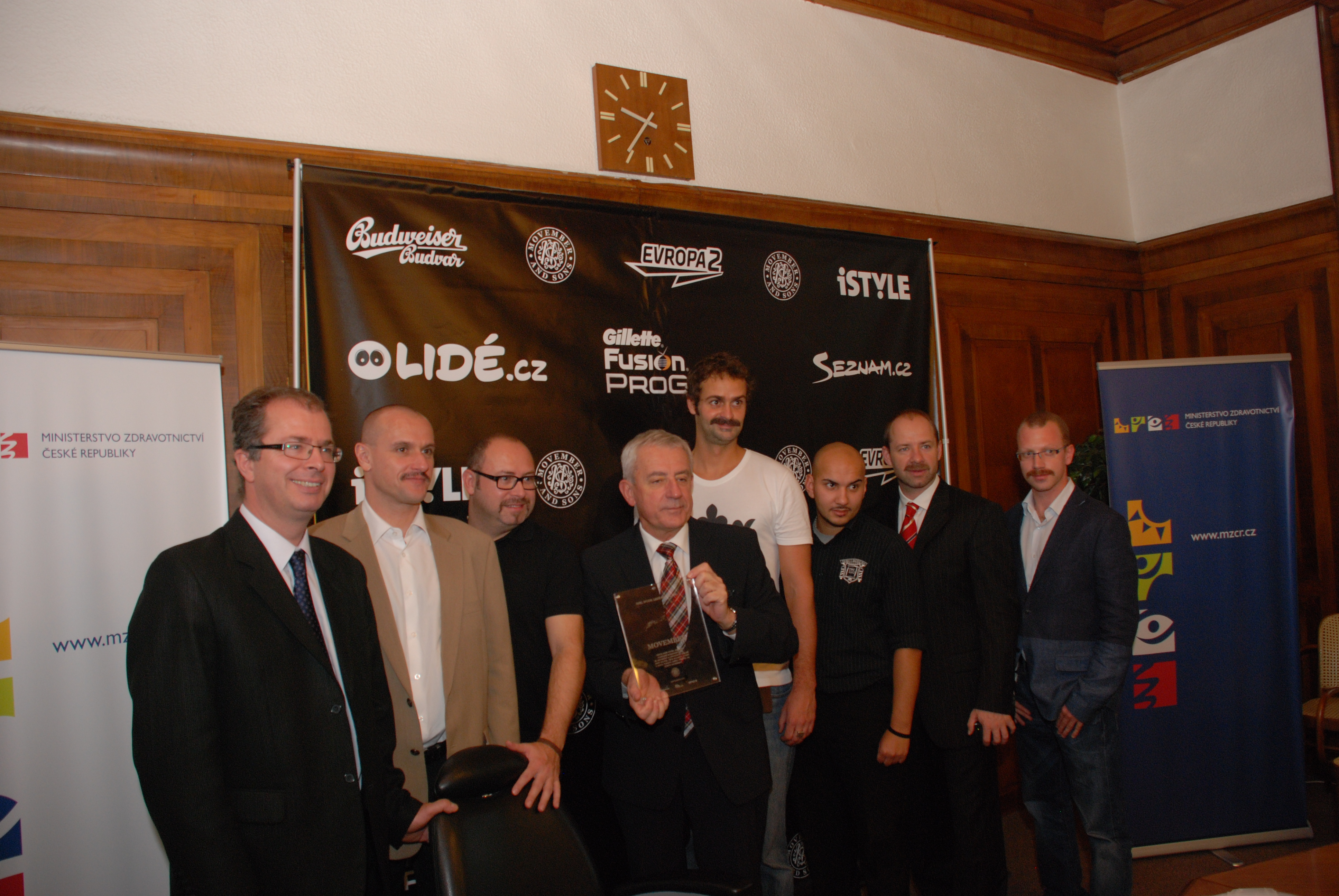
Leoš Heger, Ministre de Salut de la República Txeca, recolzant un esdeveniment Movember.

La celebració del Dia Internacional de l'Home al novembre s'entrellaça amb el 'Movember', un esdeveniment mundial que es desenvolupa durant tot el mes de novembre, amb l'objectiu de crear consciència sobre temes de salut dels homes (un dels punts centrals del DIH).
Durant aquest mes s'encoratja el fet que els homes deixin créixer els seus bigotis, amb la finalitat de difondre el missatge i així ajudar a conscienciar sobre salut masculina; principalment sobre càncer de pròstata, de testicle i la depressió en l'home. També es recapten fons que són dedicats a la recerca d'aquestes malalties.